# Hauptstraße 99 (Bergheim)
Das Haus in der Hauptstraße 99 in Bergheim wurde im 17. Jahrhundert errichtet. Das Gebäude ist auch unter dem Namen Rotes Haus bekannt.

## Baugeschichte und Architektur
„Rotes Haus“ ist der Name für den dreigeschossigen Backsteinbau mit der Hausnummer 99. Das vierachsige Gebäude gehört im Kern noch dem Anfang des 17. Jahrhunderts an. Fenster und Türen besitzen Einfassungen aus Blaustein. Auf der linken Seite befindet sich die Hofeinfahrt mit einem darüber angebrachten Balkon auf Konsolen, der mit Löwenköpfen geschmückt ist und einer späteren Zeit entstammt. Das Rote Haus ist aus zwei schmaleren Vorgängerbauten zusammengefasst worden, denn im Mittelalter und in der Frühen Neuzeit standen die Häuser alle mit ihrer Schmalseite zur Straße.

## Nutzung
Im Jahr 1799 war das Rote Haus in Besitz der Bierbrauerin Regina Mertens und ihrer Familie. 1911 bewohnte es der Bürgermeistereisekretär Wilhelm Specht mit seiner Familie. 1925 ging es in den Besitz des Kreises über und wurde als Bestandteil des Heimathauses genutzt. Als das Heimathaus Anfang der 70er Jahre aufgelöst wurde, zog die Volkshochschule darin ein. Vor wenigen Jahren ist es wieder in Privatbesitz übergegangen. Das Erdgeschoss wird heute als Weinstube genutzt.